# Echipa națională de fotbal a Kazahstanului
Echipa națională de fotbal a Kazahstanului reprezintă Kazahstanul în competițiile fotbalistice ale FIFA. Responsabilitatea alcătuirii acestei echipe aparține Federației de Fotbal a Kazahstanului. După obținearea independenței, Kazahstanul a jucat primul meci împotriva naționalei Turkmenistanului pe 1 iunie 1992. La început echipa era membră AFC dar s-a mutat în confederația UEFA în 2002.

## Campionate mondiale
- 1930 până în 1994 - nu s-a calificat, a făcut parte din Uniunea Sovietică
- 1998 până în 2010 - nu s-a calificat(membră AFC din 1998 până în 2002)

## Campionate europene
- 1960 până în 1992 - nu s-a calificat, a făcut parte din Uniunea Sovietică
- 1996  până în 2004 - nu a intrat, a făcut parte din UEFA din 2002
- 2008 - nu s-a calificat

## Campionate asiatice
- 1956 până în 1992 - nu s-a calificat, a făcut parte din Uniunea Sovietică
- 1996  până în 2000 - nu s-a calificat, a făcut parte din UEFA din 2002
- 2004 - prezent - nu mai face parte din AFC

## Preliminarii UEFA Euro 2012
| Echipa      | MJ | V  | E | Î | GM | GP | DG  | Pct |
| ----------- | -- | -- | - | - | -- | -- | --- | --- |
| Germania    | 10 | 10 | 0 | 0 | 34 | 7  | +27 | 30  |
| Turcia      | 10 | 5  | 2 | 3 | 13 | 11 | +2  | 17  |
| Belgia      | 10 | 4  | 3 | 3 | 21 | 15 | +6  | 15  |
| Austria     | 10 | 3  | 3 | 4 | 16 | 17 | −1  | 12  |
| Azerbaidjan | 10 | 2  | 1 | 7 | 10 | 26 | −16 | 7   |
| Kazahstan   | 10 | 1  | 1 | 8 | 6  | 24 | −18 | 4   |

|             | Austria | Azerbaidjan | Belgia | Germania | Kazahstan | Turcia |
| ----------- | ------- | ----------- | ------ | -------- | --------- | ------ |
| Austria     | —       | 3–0         | 0–2    | 1–2      | 2–0       | 0–0    |
| Azerbaidjan | 1–4     | —           | 1–1    | 1–3      | 3–2       | 1–0    |
| Belgia      | 4–4     | 4–1         | —      | 0–1      | 4–1       | 1–1    |
| Germania    | 6–2     | 6–1         | 3–1    | —        | 4–0       | 3–0    |
| Kazahstan   | 0–0     | 2–1         | 0–2    | 0–3      | —         | 0–3    |
| Turcia      | 2–0     | 1–0         | 3–2    | 1–3      | 2–1       | —      |

## Antrenori
| Antrenor                      | Perioadă  | Meciuri | Victorii | Egaluri | Înfrângeri | % Victorii |
| ----------------------------- | --------- | ------- | -------- | ------- | ---------- | ---------- |
| Bakhtiar Baiseitov            | 1992      | 7       | 4        | 3       | 0          | 57.14%     |
| Baurzhan Baimukhammedov       | 1994      | 4       | 1        | 2       | 1          | 25%        |
| Serik Berdalin                | 1995-1997 | 20      | 6        | 4       | 10         | 30%        |
| Sergei Gorokhovadatskiy       | 1998      | 5       | 2        | 1       | 2          | 40%        |
| Voit Talgaev                  | 2000      | 9       | 5        | 0       | 4          | 55.56%     |
| Vladimir Fomichev (interimar) | 2000      | 1       | 0        | 0       | 1          | 0%         |
| Vakhid Masudov                | 2001-2002 | 9       | 4        | 4       | 1          | 44.44%     |
| Leonid Pakhomov               | 2003-2004 | 9       | 0        | 2       | 7          | 0%         |
| Sergey Timofeev               | 2004-2005 | 13      | 0        | 1       | 12         | 0%         |
| Arno Pijpers                  | 2006-2008 | 36      | 7        | 11      | 18         | 19.44%     |
| Bernd Storck                  | 2008-2010 | 9       | 2        | 0       | 7          | 22.22%     |

## Lotul actual
Jucătorii selecționați pentru Preliminariile CM 2018 împotriva Muntenegrului pe 8 octombrie 2016 și României pe 11 octombrie 2016.
| Nr. | Poz. | Jucător                | Data nașterii (vârsta)         | Selecții | Goluri | Club                |
| --- | ---- | ---------------------- | ------------------------------ | -------- | ------ | ------------------- |
|     | P    | Stas Pokatilov         | 8 decembrie 1992 (32 de ani)   | 10       | 0      | Kairat Almaty       |
|     | P    | Almat Bekbaev          | 14 iunie 1984 (40 de ani)      | 1        | 0      | Ordabasy Shymkent   |
|     | P    | Samat Otarbayev        | 18 februarie 1990 (35 de ani)  | 0        | 0      | Aktobe              |
|     |      |                        |                                |          |        |                     |
|     | F    | Yuriy Logvinenko       | 22 iulie 1988 (36 de ani)      | 37       | 4      | Astana              |
|     | F    | Renat Abdulin          | 14 aprilie 1982 (42 de ani)    | 30       | 2      | Ordabasy Shymkent   |
|     | F    | Dmitri Shomko          | 19 martie 1990 (35 de ani)     | 26       | 2      | Astana              |
|     | F    | Aleksandr Kislitsyn    | 8 martie 1986 (39 de ani)      | 24       | 0      | Okzhetpes           |
|     | F    | Serhiy Malyi           | 5 iunie 1990 (34 de ani)       | 17       | 0      | Astana              |
|     | F    | Gafurzhan Suyumbayev   | 19 august 1990 (34 de ani)     | 13       | 0      | Kairat Almaty       |
|     | F    | Abzal Beisebekov       | 30 noiembrie 1992 (32 de ani)  | 7        | 0      | Astana              |
|     | F    | Yeldos Akhmetov        | 1 iunie 1990 (34 de ani)       | 5        | 0      | Irtysh Pavlodar     |
|     | F    | Ilyas Amirseitov       | 22 octombrie 1989 (35 de ani)  | 0        | 0      | Zhetysu             |
|     |      |                        |                                |          |        |                     |
|     | M    | Samat Smakov (Căpitan) | 8 decembrie 1978 (46 de ani)   | 74       | 2      | Ordabasy Shymkent   |
|     | M    | Azat Nurgaliev         | 30 iunie 1986 (38 de ani)      | 31       | 3      | Astana              |
|     | M    | Maksat Baizhanov       | 6 august 1984 (40 de ani)      | 25       | 1      | Shakhter Karagandy  |
|     | M    | Bauyrzhan Islamkhan    | 23 februarie 1993 (32 de ani)  | 23       | 2      | Kairat Almaty       |
|     | M    | Askhat Tagybergen      | 9 august 1990 (34 de ani)      | 10       | 0      | Astana              |
|     | M    | Serikzhan Muzhikov     | 17 iunie 1989 (35 de ani)      | 9        | 0      | Astana              |
|     | M    | Islambek Kuat          | 12 ianuarie 1993 (32 de ani)   | 8        | 2      | Kairat Almaty       |
|     | M    | Almir Mukhutdinov      | 9 iunie 1985 (39 de ani)       | 1        | 0      | Tobol Kostanay      |
|     | M    | Mardan Tolebek         | 18 decembrie 1990 (34 de ani)  | 0        | 0      | Ordabasy Shymkent   |
|     |      |                        |                                |          |        |                     |
|     | A    | Sergey Khizhnichenko   | 17 iulie 1991 (33 de ani)      | 39       | 8      | Tobol Kostanay      |
|     | A    | Tanat Nusserbayev      | 1 ianuarie 1987 (38 de ani)    | 25       | 2      | Astana              |
|     | A    | Roman Murtazayev       | 10 septembrie 1993 (31 de ani) | 2        | 0      | Irtysh Pavlodar     |
|     | A    | Zhasulan Moldakaraev   | 7 mai 1987 (37 de ani)         | 1        | 0      | Okzhetpes Kokshetau |
|     | A    | Aybar Nurybekov        | 29 octombrie 1992 (32 de ani)  | 0        | 0      | Shakhter Karagandy  |